# Hapalopsittaca pyrrhops
Il pappagallo facciarossa (Hapalopsittaca pyrrhops Salvin, 1876) è un uccello della famiglia degli Psittacidi. Quasi identico al pappagallo facciaruggine, ha mascherina facciale rossa quasi completa, vertice del capo giallognolo, nuca azzurra e segni dorati molto evidenti nella zona periauricolare. Vive tra i 2200 e i 3150 metri di quota nelle foreste montane di Ecuador e Perù.